# Vườn quốc gia Baluran
Vườn quốc gia Baluran là một vườn quốc gia nằm ở huyện Situbondo, Đông Java, Indonesia. Nó có khí hậu tương đối khô và chủ yếu bao gồm xavan (40%) cũng như rừng đất thấp, rừng ngập mặn và đồi. Điểm cao nhất của nó là đỉnh núi Baluran cao 1.247 mét.
Vườn quốc gia Baluran nằm ở cực đông bắc của đảo Java, gần các đảo Bali và Madura. Nó tiếp giáp với eo biển Madura ở phía đông, eo biển Bali ở phía đông, sông Bajulmati với làng Wonorejo ở phía tây và sông Klokoran với làng Sumberanyar ở phía nam. Vườn quốc gia này là một khu vực gồ ghề, trung tâm là ngọn núi lửa Baluran đã tắt. Tổng diện tích của toàn bộ khu vực này là 25.000 hecta được chia thành 5 khu vực.

## Động thực vật
Đã có 444 loài thực vật được ghi nhận trong vườn quốc gia bao gồm một số loài thực vật đáng chú ý như táo ta, me, củ mài trắng, dầu lai, cọ cải bắp.
Về động vật, vườn quốc gia có 26 loài động vật có vú bao gồm bò banteng, hổ Sumatra, mang Ấn Độ, cheo cheo Java, mèo cá, báo Java, voọc Đông Java, đáng chú ý khi số lượng bò banteng giảm từ 338 cá thể năm 1996 xuống chỉ còn 26 cá thể vào năm 2012. Baluran có tổng cộng 196 loài chim được ghi nhận vào năm 2012 gồm công, gà rừng lông đỏ, cao cát khoang Malabar,   tê điểu, già đẫy Java.